# تراپزا
تراپزا (به لاتین: Trapeza, Cyprus) یک منطقهٔ مسکونی در قبرس است که در ناحیه گیرنه واقع شده‌است.

## خصوصیات
تراپزا ۴۲ نفر جمعیت دارد.